# Hisako Takamado
Hisako, Princesa Takamado (em japonês: 憲仁親王妃久子; nascida Hisako Tottori; Tóquio, 10 de julho de 1953) é um membro da família imperial japonesa como a viúva de Norihito, príncipe Takamado.

## Biografia

### Criação e educação
Nascida Hisako Tottori (鳥取久子, Tottori Hisako), a princesa é a filha mais velha do empresário japonês Shigejiro Tottori e de sua esposa Fumiko Tomoda, esta filha de um cônsul. Por causa da carreira de seu pai, sua família se transferiu quando ela era ainda criança para o Reino Unido, onde Hisako se tornou fluente em inglês. A família dela também residiu em Paris, onde Shigejiro trabalhou como presidente da Mitsui na França. Em 1975, aos vinte e dois anos, Hisako se graduou em antropologia e arqueologia em Girton College, na Universidade de Cambridge.
Ao retornar para o Japão, ela trabalhou como tradutora numa companhia, mas logo voltou para a Inglaterra para estudar, temporariamente, direito. Em 1982, regressou novamente ao Japão e foi contratada para ser a assistente-intérprete do príncipe Takahito Mikasa (tio do imperador Akihito), seu futuro sogro, no 31.° Simpósio Cultural Internacional da Ásia e da África do Norte. Foi nessa época que ela conheceu o então príncipe Norihito de Mikasa, um ano mais novo do que ela, durante uma festa de recepção da embaixada do Canadá em Tóquio. É dito que o príncipe fez a pergunta "Quer casar comigo?" a Hisako em inglês, ao que ela respondeu "sim".
Em fevereiro de 2012, Isako concluiu seu doutorado em artes pela Universidade de Artes de Osaka.

### Casamento e filhas
Hisako Tottori e o príncipe Norihito ficaram noivos em 17 de setembro de 1984. Casaram-se em 6 de dezembro daquele ano, cinco dias depois que ele recebeu o título de "Príncipe Takamado" (Takamado-no-miya) para estabeler um novo ramo na família imperial, isto é, iniciar uma família. Eles tiveram três filhas:
- Tsuguko de Takamado (承子女王 Tsuguko Joō?, nascida em 8 de março de 1986)
- Noriko Senge (典子女王 Noriko Joō?, nascida em 22 de julho de 1988, deixou de ser princesa[3] ao se casar com o monge xintoísta Kunimaro Senge, em 5 de outubro de 2014)
- Ayako de Takamado (絢子女王 Ayako Joō?, nascida em 15 de setembro de 1990)

O príncipe e a princesa Takamado tiveram um casamento feliz, que terminou quando seu marido morreu subitamente aos quarenta e sete anos de idade, vítima de insuficiência cardíaca causada por fibrilhação ventricular. O funeral dele ocorreu no cemitério Toshiba, no norte de Tóquio.
A residência oficial da Princesa Takamado e de suas três filhas está localizada no complexo de Akasaka, em Minato, Tóquio.

### Serviço público

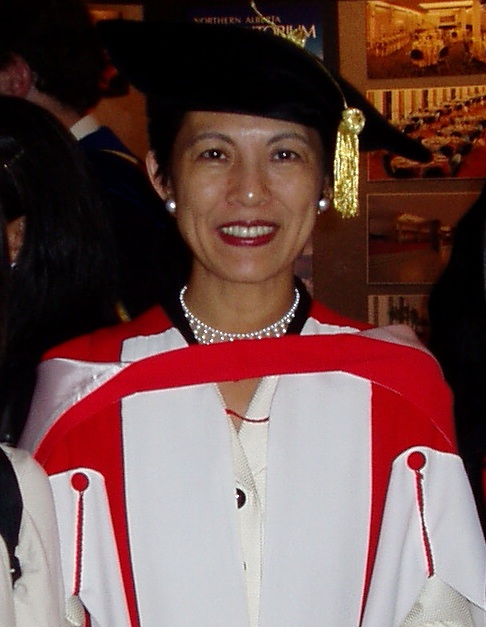
A princesa depois de receber seu grau honorário no Canadá

O príncipe e a princesa Takamado foram o casal da família imperial que mais viajou no mundo, visitando trinta e cinco países num período de quinze anos a fim de representar o Japão em várias funções. As últimas viagens do príncipe, antes de sua morte, incluíram Egito e Marrocos em maio de 2000; o Havaí em julho de 2001 (para promover a cerimônia de chá japonesa); e a República da Coreia de maio a junho de 2002. Nesta última viagem, o casal participou da cerimônia de abertura da Copa do Mundo FIFA. Além disso, a viagem deles à Coreia do Sul foi a primeira de membros da Família Imperial Japonesa desde a Segunda Guerra Mundial, representando um importante passo no avanço das relações amigáveis bilaterais entre os dois países. Eles percorreram o país estrangeiro, conheceram o presidente Kim Dae-jung e cidadãos coreanos e visitaram as instalações para deficientes físicos que a Princesa Masako Nashimoto tinha patrocinado.
Mesmo recém-viúva e com três filhas adolescentes para criar, a Princesa Takamado não parou de desempenhar seus deveres públicos, sendo hoje uma das princesas mais ativas da Família Imperial. Ela é presidenta de mais de vinte organizações ligadas a esportes, a intercâmbios culturais e ao meio-ambiente, tendo assumido todos os cargos ocupados por seu falecido marido e assumindo outros novos.
Em julho de[2003, a Isako Takamado visitou Dublin, na Irlanda, para os Jogos Mundiais Olímpicos Especiais daquele ano. Em junho de 2004, ela fez uma visita oficial ao Canadá, viajando extensivamente pelo país como parte das comemorações do aniversário de 75 anos das relações diplomáticas formais entre o Canadá e o Japão. Durante essa visita, ela recebeu dois títulos de doutor honoris causa em Direito, um da Universidade de Alberta e outro da Universidade da Ilha do Príncipe Eduardo. Em novembro de 2004, ela visitou Bangkok, Tailândia, para atender a 3.ª Conferência Mundial da IUCN como presidente de honra da BirdLife International, uma organização focada na conservação das aves.
Em junho de 2005, a Princesa Hisako visitou a Alemanha para atender a Copa das Confederações de 2005, assistindo às partidas entre Alemanha contra Argentina e Brasil contra Japão. Posteriormente, ela visitou a Jordânia para o casamento da princesa Badiya bint El Hassan. Em novembro do mesmo ano, viajou à Inglaterra para o encontro da Assembleia Global da BirdLIfe International. Em janeiro de 2006, ela retornou ao Canadá para a abertura da "Galeria Príncipe Takamado" do Museu Real de Ontário. Mais tarde, no mesmo ano, partiu para a Alemanha para a Copa do Mundo FIFA de 2006.
Em 2008, ela visitou Montevidéu e Buenos Aires para outra conferência da BirdLife.
Em novembro de 2011, a princesa Takamado doou a extensiva coleção de netsuquês que ela e seu falecido marido passaram anos juntando para o Museu Nacional de Tóquio.

### Autora
Isako é autora de dois livros infantis: Katie and the Dream-Eater (1996) e Lulie the Iceberg (1998). Os lucros são revertidos para o UNICEF. Em 2011, seu primeiro livro foi traduzido para o português como Katie e o devorador de sonhos pelo Centro Cultural Português, como parte das comemorações dos 150 anos do Tratado de Amizade e Comércio entre Japão e Portugal.
A princesa também escreveu o prefácio para um livro de memórias sobre seu finado marido, intitulado "Traces: Memories of H.I.H. Prince Takamado", de autoria de Stephen Comee.

## Honrarias

### Nacionais
- Grande Cordão da Ordem da Coroa Preciosa

### Graus honorários
- Doutor Honoris Causa em Direito (Universidade de Alberta, 2004);
- Doutor Honoris Causa em Direito (Universidade da Ilha do Príncipe Eduardo, 2004);

### Cargos honoríficos
- Patrona da Associação Japonesa de Esqui na Grama;
- Patrona da Federação Japonesa de Orquestras Amadoras;
- Presidente de Honra da Ikebana International;
- Presidente de Honra da Associação Japonesa Amadora de Basebol Amador;
- Presidente de Honra da Federação Japonesa de Arco e Flecha;
- Presidente de Honra da Federação Japonesa de Esgrima;
- Presidente de Honra do Resgate Marinho do Japão;
- Presidente de de Honra da Associação Japonesa de Hockey;
- Presidente de Honra da Associação Japonesa de Futebol;
- Presidente de Honra da Sociedade Hispânica do Japão;
- Patrona do Centro de Promoção das Artes Cênicas e Folclóricas;
- Presidente de Honra da Fundação Inamori;
- Presidente de Honra da Federação Japonesa de Vela
- Presidente de Honra da Associação Japonesa de Squash
- Presidente de Honra da Federação Japonesa dos Amigos do Mar Juniores;
- Presidente de Honra do Fundo da Associação Nacional de Estudantes do Japão;
- Patrona de Honra da Sociedade Asiática do Japão;
- Patrona de Honra dos Amigos da Língua Francesa;
- Patrona de Honra da Associação Egito-Japão;
- Patrona de Honra da Sociedade Canadá-Japão;
- Presidente de Honra da BirdLife International;
- Diretora de Honra da Associação de Apoio à Educação Internacional;
- Vice-presidente de Honra da Sociedade da Cruz Vermelha Japonesa;
- Diretora de Honra da Federação Internacional de Kyūdō;
- Presidente de Honra da Fundação Memorial Príncipe Takamado para o Intercâmbio Japão-Coreia;

## Títulos e tratamentos
- 10 de julho de 1953 - 6 de dezembro de 1984: Sra. Hisako Tottori
- 6 de dezembro de 1984 - presente: Sua Alteza Imperial, a Princesa Takamado